# غوردون هوستون
غوردون هوستون (بالإنجليزية: Gordon Houston)‏ هو لاعب كرة قاعدة أمريكي، ولد في 20 مارس 1916 في كلاركسفيل في الولايات المتحدة، وتوفي في 10 فبراير 1942 في تاكوما في الولايات المتحدة.